# Заполиці (гміна)
Гміна Заполіце (пол. Gmina Zapolice) — сільська гміна у центральній Польщі. Належить до Здунськовольського повіту Лодзинського воєводства.
Станом на 31 грудня 2011 у гміні проживало 4907 осіб.

## Площа
Згідно з даними за 2007 рік площа гміни становила 81.11 км², у тому числі:
- орні землі: 77.00%
- ліси: 14.00%

Таким чином, площа гміни становить 21.97% площі повіту.

## Населення
Станом на 31 грудня 2011:
| Опис     | Загалом | Загалом | Чоловіки | Чоловіки | Жінки | Жінки |
| -------- | ------- | ------- | -------- | -------- | ----- | ----- |
| одиниця  | осіб    | %       | осіб     | %        | осіб  | %     |
| все      | 4907    | 100     | 2507     | 51.09    | 2400  | 48.91 |
| міське   | 0       | 100     | 0        |          | 0     |       |
| сільське | 4907    | 100     | 2507     | 51.09    | 2400  | 48.91 |

## Сусідні гміни
Гміна Заполіце межує з такими гмінами: Буженін, Відава, Здунська Воля, Здунська Воля, Сендзейовіце, Серадз.